# Casimir Pyrame de Candolle
Casimir Pyrame de Candolle (ur. 20 lutego 1836 w Genewie, zm. 3 października 1918 w Chêne-Bougeries) – botanik szwajcarski, zajmował się taksonomią roślin i fizjologią roślin.

## Życiorys
Casimir Pyrame de Candolle urodził się 20 lutego 1836 w Genewie. Był synem botanika Alphonse's de Candolle (1806–1893) i wnukiem botanika Augustina de Candolle (1778–1841).
Po studiach z zakresu chemii, fizyki i matematyki w Paryżu, przebywał w Anglii. Po powrocie do Genewy, uczył się u ojca, po którym przejął prowadzenie herbarium i biblioteki. Doctor honoris causa uniwersytetów w Rostocku, Genewie, Aberdeen i Uppsali.
Casimir Pyrame de Candolle zmarł 3 października 1918 roku w Chêne-Bougeries.

## Działalność naukowa
Zajmował się badaniami nad roślinami nasiennymi, w szczególności nad pieprzowatymi. Kontynuował prace ojca w zakresie taksonomii roślin uwzględniając kryteria anatomiczne. Prowadził eksperymenty z zakresu fizjologii roślin, badając ruch liści, wpływ promieniowania ultrafioletowego na powstawanie liści a także wpływ niskich temperatur na zdolności kiełkowania nasion. Współredagował czasopismo Archives des sciences physiques et naturelles.